# 二溴没食子酸
二溴没食子酸是一种有机化合物，为没食子酸苯环上的两个氢被溴取代的产物，化学式为C7H4Br2O5。它可由溴和没食子酸在三氯甲烷中反应得到。它在100 °C脱羧分解。它可以和铌、钽、钛(III,IV)形成配合物。